# 사망자수 순 사고 목록
이 목록은 사망자수 순 사고 목록이다. 이 목록에는 각종 폭발 사고, 구조물 화재, 홍수, 광산 사고 및 부실공사, 설계, 시공 등 관련된 부주의로 인한 붕괴 등 기타 과실로 인해 발생한 주목할 만한 여러 사고를 사망자수 순으로 나열했다. 군사 공격이나 테러와 같은 의도적인 사고는 생략했으며, 이 경우는 사망자수 순 의도적 사망 사건 목록 문서를 참고하라.
아래에 나열된 거의 모든 사고는 발생 즉시 많은 사람들이 사망한 참사인 경우도 있지만, 재난 초기의 영향이 지속적으로 장기화되어 더 많은 사망자가 발생한 경우도 있다. 특히 산업 재해나 방사능 노출의 경우 발생 즉시 사망이기보다는 사고 발생 수 년 후 일어난 합병증 등으로 사망한 경우도 많았다. 아래 표의 일부 수치는 직접적 사망자 및 이후 사망자가 합쳐진 경우도 있지만 발생 즉시 나온 직접적 사망자만 적혀 있는 경우도 있다.

## 공학 관련 사고

### 폭발 사고
아래 목록은 200명 이상이 사망한 폭발 사고 목록이다. 이 목록에는 폭탄 폭발이나 항공 사고, 광산 사고는 포함되지 않았다.
| 사망자수    | 날짜             | 사고 |
| ----------- | ---------------- | --- |
| 20,000      | 1626년 5월 30일  | 명나라 베이징에서 발생한 왕공창 대폭발 사건. 화약을 다루던 왕공창이 대폭발하여 북경에 살던 2만명 이상이 사망했다고 기록되어 있다.                                               |
| 3,000       | 1769년 8월 18일  | 당시 이탈리아 브레시아에서 발생한 브레시아 폭발 사고. 브레시아의 화약고에 번개가 떨어져 시가지의 1/6이 파괴되었다.                                                              |
| 3,000?      | 1948년 11월 1일  | 1948년 11월 초 잉커우에서 타이완으로 철수하던 중화민국 육군을 실은 정체불명의 상선에 보일러와 탄약 폭발 사고가 발생했다. 이 참사와 사망자수의 실존 여부에 대해서는 논란이 있다. |
| 1,400–2,280 | 1862년 3월 6일   | 프랑스의 멕시코 출병 기간 멕시코의 시우다드세르단에서 탄약고 폭발이 발생해 오악사카 여단 거의 전체가 전멸했다.                                                                  |
| 1,950       | 1917년 12월 6일  | 캐나다 노바스코샤주에서 발생한 핼리팩스 대폭발 |
| 1,500       | 1941년 6월 5일   | 당시 세르비아 군정청 베오그라드의 스메데레보 요새에서 발생한 스메데레보 요새 폭발 사고                                                                                          |
| 256–1,500+  | 1732년 9월 16일  | 당시 포르투갈 포르탈레그르현 캄푸마이오르에서 군용 창고가 폭발해 도시 내 인구 최대 2/3가 사망했다.                                                                              |
| 1,300+      | 1956년 8월 7일   | 콜롬비아 칼리 철도역 인근에서 발생한 칼리 폭발 사고 |
| 1,200       | 1926년 10월 16일 | 당시 중화민국 주장시 인근에서 발생한 군함 광양호 폭발 사고 |
| 1,121       | 1943년 6월 8일   | 일본 하시라지마에서 1943년 탄약고 폭발로 인한 전함 무츠 폭발 사고. 배는 다음 날인 6월 9일 침몰했다.                                                                             |
| 1,100       | 2002년 1월 27일  | 나이지리아 라고스에서 발생한 2002년 라고스 병기창 폭발 사고. 공황으로 인한 익사로 많은 사람들이 사망했다.                                                                       |
| 1,082       | 1998년 10월 18일 | 나이지리아 라고스 인근의 1998년 제시 파이프라인 폭발 사고 |
| 1,007       | 1918년 11월 18일 | 당시 벨기에 하몽아셀의 탄약 수송차 폭발 사고 |
| 1,000+      | 1794년 8월 31일  | 당시 프랑스 그레넬의 화약 공장 폭발 |
| 843         | 1917년 7월 9일   | 영국의 드레드노트급 전함 HMS 뱅가드 추진체 폭발 사고 |
| 800         | 1944년 4월 14일  | 당시 영국령 인도 제국 봄베이 관할구 봄베이에서 발생한 1944년 봄베이 폭발 사고                                                                                                   |
| 738         | 1914년 11월 26일 | 영국의 전드레드노트급 전함 HMS 불워크에서 발생한 탄약 폭발 사고 |
| 700         | 1989년 8월 17일  | 이라크 바빌론 힐라 인근에서 발생한 군수공장 폭발 사고 |
| 621         | 1925년 2월 27일  | 브라질에서 발생한 다이너마이트 창고 폭발 사고 |
| 600+        | 1943년 3월 28일  | 나폴리 항구의 카테리나코스타 호 폭발 사고. 부상자 3천여명도 발생했다. |
| 590         | 1893년 11월 3일  | 스페인 산탄데르 항구에서 발생한 SS 카보 마치차코 증기선의 다이너마이트 화물 폭발 사고. 부상자 2천명 이상이 발생했다.                                                            |
| 581         | 1947년 4월 16일  | 미국 텍사스시티항에서 발생한 텍사스시티 참사. 부상자 5천명 이상이 발생했다. |
| 575         | 1989년 6월 4일   | 소련 우파에서 발생한 우파 철도 참사 |
| 565         | 1921년 9월 21일  | 독일 바스프 화학공장에서 발생한 오파우 폭발 사고. 최대 1,500명이 사망했다는 보고도 있다.                                                                                        |
| 542         | 1945년 4월 9일   | 이탈리아 바리에서 발생한 SS 찰스 핸더슨호 화약 폭발 사고 |
| 508         | 1984년 2월 25일  | 브라질 쿠바탕 빌라사우조지 빈민가에서 발생한 가솔린 파이프라인 폭발 사고 |
| 500+        | 1984년 11월 19일 | 멕시코 멕시코시티의 산후아니코 참사 |
| 372         | 1944년 11월 10일 | 시애들러항에서 발생한 탄약 운반함 USS 마운트후드호 폭발 사고. 372명이 사망하고 371명이 부상을 입었다.                                                                           |
| 370+        | 1816년 7월 27일  | 스페인령 플로리다의 네그로 요새에서 미군과 스페인군 간 교전 중 실수로 화약고의 탄약이 폭발했다.                                                                                 |
| 339         | 1905년 9월 11일  | 일본 전함 미카사가 항구에서 탄약 폭발이 발생했다. |
| 322         | 1944년 7월 17일  | 미국 캘리포니아주 포트시카고의 포트시카고 참사 |
| 300 (추정)  | 1911년 9월 25일  | 프랑스 전함 리베르테에서 발생한 폭발 사고 |
| 300+        | 2012년 3월 4일   | 콩고 공화국 브라자빌에서 발생한 브라자빌 무기고 폭발 사고 |
| 296+        | 1937년 3월 18일  | 미국 뉴런던에서 발생한 뉴런던 학교 폭발 사고 |
| 256         | 1806년 7월 18일  | 몰타 비르구에서 발생한 1806년 비르구 화약 폭발 사고 |
| 256         | 2015년 6월 4일   | 가나 아크라에서 발생한 2015년 아크라 폭발 사고 |
| 235+        | 2001년 12월 29일 | 페루 리마에서 발생한 메사레돈다 화재와 폭발 사고. 폭죽 공장에 불이 붙어 시신 235구를 수습했고 144명 이상이 화상으로 입원했다.                                                   |
| 234         | 2003년 12월 23일 | 중국 충칭시 궈차오에서 발생한 페트로차이나 촨둥베이 천연가스전 폭발 사고 |
| 233         | 1916년 10월 20일 | 러시아 전함 임페라트리차 마리야의 화약 폭발 사고 |
| 230+        | 2010년 7월 2일   | 콩고 민주 공화국의 2010년 남키부주 탱크로리 폭발 사고 |
| 220         | 1944년 12월 11일 | 일본 오키나와현 이토만에서 발생한 오키나와 현영 철도 수송 탄약 폭발 사고 |
| 220         | 2023년 9월 25일  | 나고르노카라바흐 베르카조르에서 발생한 베르카조르 연료 저장소 폭발 사고 |
| 219         | 2017년 6월 25일  | 파키스탄 바하왈푸르에서 연료탱크가 폭발해서 발생한 2017년 바하왈푸르 폭발 사고                                                                                                  |
| 218         | 2020년 8월 4일   | 레바논 베이루트의 2020년 베이루트 폭발 사고 |
| 217         | 1978년 7월 11일  | 스페인 산트카를레스데라라피타에서 발생한 로스알파케스 참사 |
| 207         | 1948년 7월 28일  | 독일 루트비히스하펜의 1948년 루트비히스하펜 BASP 공장 폭발 사고. 3,818명이 부상을 입었다.                                                                                       |
| 206         | 1992년 4월 22일  | 멕시코 과달라하라의 과달라하라 폭발 사고 |
| 206         | 2015년 9월 17일  | 남수단 주바에서 발생한 2015년 주바 탱크로리 폭발 사고 |
| 200+        | 1991년 6월 6일   | 에티오피아 아디스아바바에서 발생한 고테라 무기고 폭발 사고 |

### 산업 재해
아래 목록은 200명 이상이 사망한 산업 재해 목록이다.
| 사망자       | 날짜              | 사고                                                | 위치                                                                  |
| ------------ | ----------------- | --------------------------------------------------- | --------------------------------------------------------------------- |
| 3,787–16,000 | 1984년 12월 2~3일 | 보팔 가스 누출 사고                                 | 인도 마디아프라데시주 보팔의 유니온 카바이드(현 다우 케미칼) 화학공장 |
| 1,549        | 1942년 4월 26일   | 번시후 탄광 폭발 사고                               | 중국 랴오닝성 번시시                                                  |
| 1,134        | 2013년 4월 24일   | 2013년 사바르 건물 붕괴 사고                        | 방글라데시 다카구                                                     |
| 1,099        | 1906년 3월 10일   | 쿠리에르 탄광 참사                                  | 프랑스 쿠리에르                                                       |
| 687          | 1914년 12월 15일  | 미쓰비시 호조 탄광 참사                             | 일본 규슈 호조정                                                      |
| 682          | 1960년 5월 9일    | 라오바이둥 탄광 분진 폭발 사고                      | 중국 다퉁시                                                           |
| 581          | 1947년 4월 16일   | 텍사스시티 참사                                     | 미국 텍사스시티                                                       |
| 512          | 1899년 8월 28일   | 스미토모 베시 동 광산의 폐기물 산사태               | 일본 시코쿠 니이하마시                                                |
| 500+         | 1984년 11월 19일  | 산후아니코 참사                                     | 멕시코 멕시코시티                                                     |
| 476–1,000    | 1930년대          | 혹스네스트 터널 참사                                | 미국 웨스트버지니아주 골리브리지                                      |
| 458          | 1963년 11월 9일   | 미이케 탄광 참사                                    | 일본 후쿠오카현 오무타시                                              |
| 439          | 1913년 10월 14일  | 셍헬니드 탄광 참사                                  | 웨일스 셍헬니드                                                       |
| 437          | 1960년 1월 21일   | 콜브룩 광산 참사                                    | 남아프리카 공화국 콜브룩                                              |
| 426          | 1972년 6월 6일    | 완키 탄광 참사                                      | 로디지아 완키                                                         |
| 422          | 1914년 11월 28일  | 메테인 기체의 폭발로 인한 탄광 폭발                 | 일본 홋카이도 유바리시 신유바리 광산                                  |
| 405          | 1946년 2월 20일   | 베르크카멘 광산 참사                                | 서독 베르크카멘                                                       |
| 388          | 1866년 12월 12일  | 옥스 폭발 사고                                      | 잉글랜드 반즐리                                                       |
| 376          | 1917년 12월 21일  | 오노우라 탄광 폭발 사고                             | 일본 후쿠오카현 미야와카시 가이지마                                   |
| 375          | 1965년 5월 28일   | 메테인 기체의 폭발로 인한 탄광 폭발                 | 인도 단바드 지역                                                      |
| 372          | 1975년 12월 27일  | 차스날라 탄광 참사                                  | 인도 단바드 수다미흐 탄광                                             |
| 365          | 1907년 7월 20일   | 호코쿠 탄광 폭발 사고                               | 일본 후쿠오카현 이토다정                                              |
| 362          | 1907년 12월 6일   | 머넝가 탄광 참사                                    | 미국 웨스트버지니아주 머넝가                                          |
| 344          | 1910년 12월 21일  | 프리토리아 광산 참사                                | 잉글랜드 웨스트허턴                                                   |
| 319          | 1892년 5월 31일   | 마리오래 탄광 화재                                  | 오스트리아-헝가리(현 체코) 프르지브람                                 |
| 301          | 2014년 5월 13일   | 소마 탄광 폭발 사고                                 | 튀르키예 마니사                                                       |
| 300+         | 1993년 5월 9일    | 산사태로 여러 탄광과 건물이 붕괴된 남비자 탄광 참사 | 에콰도르 사모라친치페주                                               |
| 299          | 1962년 2월 7일    | 루이젠탈 탄광 참사                                  | 서독 자를란트주                                                       |
| 290          | 1894년 6월 23일   | 알비온 탄광 폭발 및 화재 사고                       | 웨일스 알비온 탄광                                                    |
| 289          | 2012년 9월 11일   | 2012년 파키스탄 공장 화재 사고                      | 파키스탄 카라치                                                       |
| 277          | 2008년 9월 8일    | 2008년 산시성 진흙사태로 여러 탄광이 붕괴           | 중국 산시성 린펀시 샹펀현                                             |
| 270          | 2019년 1월 25일   | 브루마지뉴 댐 붕괴 사고                             | 브라질 미나스제라이스주 브루마지뉴                                    |
| 268          | 1878년 9월 11일   | 에버칸 탄광 참사                                    | 웨일스 에버칸                                                         |
| 266          | 1934년 9월 22일   | 그레스포드 참사                                     | 웨일스 그레스포드                                                     |
| 263          | 1913년 10월 22일  | 제1차 더슨 탄광 참사                                | 미국 뉴멕시코즈 더슨                                                  |
| 263          | 1992년 3월 3일    | 은지르하르마니 탄광 폭발 사고                       | 튀르키예 코즐루                                                       |
| 262          | 1956년 8월 8일    | 마시넬 탄광 참사                                    | 벨기에 마시넬                                                         |
| 259          | 1909년 11월 13일  | 1909년 체리 탄광 참사                               | 미국 일리노이주 체리                                                  |
| 254          | 1937년 11월 1일   | 고구시 황 광산 붕괴 사고                            | 일본 군마현                                                           |
| 243          | 1909년 8월 5일    | 오노우라 탄광 붕괴 사고                             | 일본 후쿠오카현 미야와카시                                            |
| 243          | 2003년 12월 23일  | 페트로차이나 촨둥베이 천연가스전 폭발 사고          | 중국 충칭시 카이저우구                                                |
| 239          | 1907년 12월 19일  | 다르 탄광 참사                                      | 미국 펜실베이니아주 로스트레버                                        |
| 236          | 1965년 6월 1일    | 미쓰이 산야 탄광 폭발 사고                          | 일본 후쿠오카현 이나쓰키정                                            |
| 235          | 1894년 6월 14일   | 라리시 탄광 폭발 사고                               | 오스트리아-헝가리 카르비나                                            |
| 220          | 1965년 3월 28일   | 지진으로 인한 엘코브레 댐 및 광산 붕괴 사고         | 칠레 엘코브레                                                         |
| 216          | 1902년 5월 19일   | 프래터빌 탄광 참사                                  | 미국 테네시주 프래터빌                                                |
| 214          | 2005년 2월 15일   | 2005년 쑨자완 탄광 폭발 사고                        | 중국 랴오닝성 푸신시                                                  |
| 210          | 1899년 6월 15일   | 호코쿠 탄광 폭발 사고                               | 일본 후쿠오카현 이토다정                                              |
| 204          | 1862년 1월 16일   | 허틀리 탄광 참사                                    | 잉글랜드 노섬벌랜드주 뉴허틀리                                        |
| 202          | 1917년 5월 25일   | 볼레베크 탄약 공장 폭발 사고                        | 보헤미아(현 체코) 플젠                                                |
| 200+         | 1900년 5월 1일    | 스코필드 탄광 참사                                  | 미국 유타주 스코필드                                                  |
| 200+         | 1908년 2월 27일   | 로시타 비에하 탄광 참사                             | 멕시코 코아우일라주 산후안데사비나스현                                |

### 방사능 사고
아래 목록은 사망자 10명 이상이 발생한 방사능 사고이다.
| 사망자수  | 날짜                  | 사고 | 위치                                      |
| --------- | --------------------- | --- | ----------------------------------------- |
| 200–6,000 | 1957년 9월 29일       | 키시팀 사고. 27만명 이상이 심각한 정도의 방사성 붕괴에 노출되었다. | 소련 첼랴빈스크                           |
| 100–240   | 1957년 10월 10일      | 윈드스케일 화재 | 잉글랜드 컴브리아주 시스케일(현 셀라필드) |
| 95–4,000+ | 1986년 4월 26일       | 체르노빌 원자력 발전소 사고. 공식 사망자수는 31명 즉사, 2008년까지 암으로 64명이 사망이며 총 사망자 수는 4천명 이하로 추산된다.. 훨씬 더 많은 사망자수를 추산하는 곳도 있으나 아직까지 논쟁이 많다. | 소련 우크라이나 SSR 프리피야티            |
| 17        | 2000년 8월~2001년 3월 | 파나마 국립 암 연구소에서 항암 치료를 위한 방사선 기기의 오작동으로 환자들이 과도한 방사선에 노출되어 사망했다.                                                                                     | 파나마 파나마시티                         |
| 13        | 1996년 8월~12월       | 1996년 산후안데디오스 병원 방사선 노출 사고. 항암 치료 기기 작동 실수로 환자 114명이 과도한 방사선에 노출되었다.                                                                                    | 코스타리카 산호세                         |
| 11        | 1990년 12월           | 사라고사 병원 방사선 노출 사고. 항암 치료 기기 작동 실수로 환자 27명이 과도한 방사선에 노출되었다.                                                                                                  | 스페인 사라고사                           |
| 10        | 1985년 8월 10일       | 소련 잠수함 K-431의 원자로 폭발 사고 | 소련 블라디보스토크 인근                  |
| 10        | 1974~1976년           | 콜럼버스 병원 방사선 노출 사고. 항암 치료 기기 작동 실수로 환자 426명이 과도한 방사선에 노출되었다.                                                                                                 | 미국 오하이오주 콜럼버스                  |

### 구조물 붕괴
아래 목록은 사망자 100명 이상인 구조물 붕괴 사고이다.
| 사망자수       | 날짜             | 사고 | 위치                                |
| -------------- | ---------------- | --- | ----------------------------------- |
| 26,000–240,000 | 1975년 8월 8일   | 허난성 75·8 댐 붕괴. 홍수로 반차오 댐을 비롯한 화이허 지류의 60여개 댐이 붕괴되어 대규모 홍수가 발생했다. 이 수치에는 홍수 이후 질병과 기근으로 인한 사망자가 포함되어 있다. | 중국 허난성 주마뎬시                |
| 20,000+        | 27년 경          | 원형경기장 붕괴 참사 | 로마(현 이탈리아) 피데나이          |
| 11,300         | 2023년 9월 11일  | 데르나댐 붕괴 사고 | 리비아 데르나                       |
| 1,800–25,000   | 1979년 8월 11일  | 1979년 마츠츠후댐 붕괴 사고 | 인도 모르비                         |
| 2,208          | 1889년 5월 31일  | 존스타운 홍수 | 미국 펜실베이니아주 존스타운        |
| 1,134          | 2013년 4월 24일  | 2013년 사바르 건물 붕괴 사고 | 방글라데시 사바르우파질라           |
| 1,000+         | 1917년 8월 19일  | 티그라댐 붕괴 사고 | 인도 괄리오르                       |
| 1,000          | 1961년 7월 12일  | 판셰트댐 붕괴 사고 | 인도 푸네                           |
| 941            | 1868년 5월 3일   | 이루카 호수 댐 붕괴 사고 | 일본 아이치현 이누야마시            |
| 500–1500       | 1807년 9월 20일  | 에이타이교 붕괴 사고 | 일본 도쿄                           |
| 608            | 1802년 4월 20일  | 푸엔테스댐 붕괴 사고 | 스페인 로르카                       |
| 502            | 1995년 6월 29일  | 삼풍백화점 붕괴 사고 | 대한민국 서울                       |
| 400–600+       | 1928년 3월 12일  | 세인트프랜시스댐 붕괴 사고 | 미국 캘리포니아주 로스앤젤레스군    |
| 423            | 1959년 12월 2일  | 말파세댐 붕괴 사고 | 프랑스 프레쥐스                     |
| 356            | 1923년 12월 1일  | 글레노댐 붕괴 사고 | 이탈리아 베르가모                   |
| 250–434        | 2008년 8월 18일  | 코시 수문 붕괴 사고 | 네팔 코시강                         |
| 270+           | 2019년 1월 25일  | 브루마지뉴 댐 붕괴 사고 | 브라질 브루마지뉴                   |
| 268            | 1985년 7월 19일  | 1985년 스타바댐 붕괴 사고 | 이탈리아 테세로                     |
| 244            | 1864년 3월 11일  | 셰필드 대홍수 | 잉글랜드 셰필드                     |
| 238            | 1972년 6월 10일  | 1972년 블랙힐스 홍수로 인한 댐 붕괴 | 미국 사우스다코타주 래피드시티      |
| 107–500        | 1966년 5월 1일   | 댐 붕괴 사고 | 불가리아 브라차                     |
| 226            | 1850년 4월 16일  | 앙제 다리 붕괴 사고 | 프랑스 앙제                         |
| 200+           | 2017년 10월 31일 | 풍계리 핵 실험장 터널 붕괴 사고 | 북한                                |
| ~200           | 1980년 1월 20일  | 코랄레하스 투우장/경기장의 목재 관람석 붕괴 사고 | 콜롬비아 신셀레호                   |
| 169            | 1981년 11월 17일 | 마닐라 필름 센터 붕괴 사고 | 필리핀 파사이                       |
| ~160           | 2016년 12월 10일 | 우요 교회 붕괴 사고 | 나이지리아 우요                     |
| 120–180        | 1986년 4월 20일  | 칸탈레댐 붕괴 사고 | 스리랑카 칸탈레                     |
| 145            | 1860년 1월 10일  | 펨버튼 공장 붕괴 사고 | 미국 매사추세츠주 로렌스            |
| 144            | 1959년 1월 9일   | 베가데테라 참사 | 스페인 리바델라고                   |
| 141            | 2022년 10월 30일 | 2022년 모르비 다리 붕괴 사고 | 인도 모르비                         |
| 140            | 1974년 11월 19일 | 마카할리강 다리 붕괴 사고 | 네팔 칼랑가                         |
| 139            | 1874년 5월 16일  | 밀강의 댐 붕괴 사고 | 미국 매사추세츠주 윌리엄스버그      |
| 139            | 1976년 9월 13일  | 아파트 붕괴 사고 | 파키스탄 카라치                     |
| 135            | 1993년 8월 13일  | 로열 플라자 호텔 붕괴 사고 | 태국 나콘랏차시마                   |
| 128            | 1983년 7월 28일  | 과비오댐 붕괴 사고 | 콜롬비아 보고타                     |
| 125            | 1972년 2월 16일  | 버펄로크릭 홍수 | 미국 웨스트버지니아주 로건군        |
| 125            | 1984년 11월 8일  | 로프 다리 붕괴 사고 | 인도 무나르                         |
| 120            | 1963년 2월 1일   | 눈스 학교 채플 붕괴 사고 | 에콰도르 비블리안현                 |
| 117            | 1951년 7월 11일  | 헤이와호 수해 | 일본 교토부 가메오카시              |
| 115            | 2014년 9월 12일  | 시너고그 교회 붕괴 사고 | 나이지리아 라고스주                 |
| 114            | 1981년 7월 17일  | 하얏트 리젠시 호텔 고가 통로 붕괴 사고 | 미국 미주리주 캔자스시티            |
| 111            | 2015년 9월 11일  | 마스지드 알하람 기중기 붕괴 사고 | 사우디아라비아 메카 마스지드 알하람 |
| 111            | 1935년 8월 13일  | 댐 붕괴 사고 | 이탈리아 몰라레                     |
| 108            | 1951년           | 다이쇼댐 붕괴 사고 | 일본 교토부 이데정                  |
| 100+           | 2000년 12월 1일  | 츠링춘 쇼핑몰 붕괴 사고 | 중국 광둥성 둥관시                  |
| 100            | 1890년 2월 21일  | 왈넛 그로브 댐 붕괴 사고 | 미국 애리조나주 위켄버그            |
| 100            | 1990년 6월 16일  | 사크 종학대학 붕괴 사고 | 나이지리아 포트하커트               |

### 구조물 화재
아래 목록은 사망자 200명 이상이 발생한 화재 목록이다.
| 사망자수     | 날짜             | 사고                               | 위치                           |
| ------------ | ---------------- | ---------------------------------- | ------------------------------ |
| 2,000–3,000  | 1863년 12월 8일  | 산티아고 예수회 성당 화재 사고     | 칠레 산티아고                  |
| 1,700–2,845+ | 1949년 9월 2일   | 충칭 차오톈먼 대화재(9·2 대화재)   | 중국 충칭시                    |
| 1,670        | 1845년 5월 25일  | 극장 화재                          | 중국 광저우시                  |
| 900          | 1871년 6월       | 극장 화재                          | 중국 상하이                    |
| 800          | 1836년 12월 30일 | 레만 극장 화재                     | 러시아 샹트페테르부르크        |
| 694          | 1977년 2월 18일  | 신장 제61연대 강당 화재 사고       | 중국 신장 위구르 자치구        |
| 658          | 1937년 2월 13일  | 안퉁 영화관 화재                   | 중국 난퉁시                    |
| 614          | 1918년 2월 26일  | 해피 밸리 경마장 대화재            | 홍콩                           |
| 602          | 1903년 12월 30일 | 이로쿼이 극장 화재 사고            | 미국 일리노이주 시카고         |
| 600          | 1872년 5월 20일  | 극장 화재                          | 중국 톈진시                    |
| 538          | 1995년 12월 23일 | 다봐리 DAV 학교 화재 사고          | 인도 하리아나주 만디다봐리     |
| 530          | 2000년 3월 17일  | 카눈구 교회 화재                   | 우간다 카눈구                  |
| 500          | 1961년 12월 17일 | 니테로이 서커스 화재 사고          | 브라질 리우데자네이루 니테로이 |
| 492          | 1942년 11월 28일 | 코코넛 그로브 화재 사고            | 미국 매사추세츠주 보스턴       |
| 448          | 1881년 12월 8일  | 링테아터 화재 사고                 | 오스트리아-헝가리 빈           |
| 430          | 1883년 1월 13일  | 페로니 서커스 화재 사고            | 우크라이나 베르디치우          |
| 400          | 1778년 12월 17일 | 콜리세오 극장 화재                 | 스페인 사라고사                |
| 396          | 2004년 8월 1일   | 이쿠아 볼라뇨스 슈퍼마켓 화재 사고 | 파라과이 아순시온              |
| 377–470+     | 1978년 8월 19일  | 시네마 렉스 화재                   | 이란 아바단                    |
| 360          | 2012년 2월 14일  | 온두라스 교도소 화재               | 온두라스 코마야과              |
| 326+         | 1900년 6월 30일  | 1900년 호보컨 항구 화재 사고       | 미국 뉴저지주 호보컨           |
| 324          | 1994년 12월 10일 | 1994년 카라마이 화재 사고          | 중국 카라마이시                |
| 322          | 1930년 4월 21일  | 오하이오 교도소 화재 사고          | 미국 오하이오주 콜럼버스       |
| 322          | 1967년 5월 22일  | 르이노바숑 백화점 화재 사고        | 벨기에 브뤼셀                  |
| 312          | 1910년           | 헛간 화재                          | 헝가리 외쾨리토퓔푀시          |
| 309          | 2000년 12월 25일 | 동부 쇼핑센터 화재 사고            | 중국 뤄양시                    |
| 291          | 2001년 12월 29일 | 메사 레돈다 화재 사고              | 페루 리마                      |
| 289          | 1995년 10월 28일 | 1995년 바쿠 지하철 화재            | 아제르바이잔 바쿠              |
| 289          | 2012년 9월 11일  | 2012년 파키스탄 공장 화재 사고     | 파키스탄 카라치                |
| 278+         | 1876년 12월 5일  | 브루클린 극장 화재 사고            | 미국 뉴욕주 브루클린           |
| 250          | 1909년 2월 15일  | 플로레스 극장 화재 사고            | 멕시코 아카풀코                |
| 242          | 2013년 1월 27일  | 키스 나이트클럽 화재               | 브라질 히우그란지두술주        |
| 234          | 1994년 11월 27일 | 푸신 디스코텍 화재 사고            | 중국 푸신시                    |
| 225          | 1960년 7월 14일  | 정신병원 화재 사고                 | 과테말라 과테말라시티          |
| 209          | 1940년 4월 23일  | 나체즈 리듬 클럽 화재 사고         | 미국 미시시피주 나체즈         |
| 208          | 1943년 3월 6일   | 호테이 극장 화재 사고              | 일본 굿찬정                    |
| 200          | 1847년           | 카를스루예 극장 화재 사고          | 러시아 샹트페테르부르크        |

## 여가 시설 사고

### 놀이공원 사고
아래 목록은 3명 이상이 사망한 놀이공원의 사고 목록이다.
| 사망자수 | 날짜             | 사고 | 놀이공원                        | 위치                                  |
| -------- | ---------------- | --- | ------------------------------- | ------------------------------------- |
| 28       | 2004년 2월 14일  | 트란스바알 공원 전체 놀이기구에 영향. 실내 워터파크 천장 붕괴 사고                                             | 트란스바알 공원                 | 러시아 모스크바 야세네보구            |
| 27       | 2024년 5월 25일  | 라지코트 실내 놀이공원에서 발생한 화재 사고                                                                    | 라지코트 놀이공원               | 인도 구자라트주 라지코트              |
| 15       | 2015년 6월 27일  | 바셴하이안 폭발 사고. 분진 폭발로 400명 이상이 부상                                                            | 바셴하이안                      | 타이완 신베이시 바리구                |
| 8        | 1984년 5월 11일  | 헌티드 캐슬 놀이기구의 가연성 발포제 고무 벽에 담뱃불 라이터가 불이 붙어 화재가 발생했다.                      | 식스 플래그스 그레이트 어드벤처 | 미국 뉴저지주 잭슨                    |
| 7        | 1979년 6월 9일   | 1979년 시드니 고스트 트레인 화재 사고. 배선 결함 혹은 훼손 행위로 공원의 유령 열차 놀이기구에 화재가 발생했다. | 루나 파크 시드니                | 오스트레일리아 시드니                 |
| 7        | 1981년 8월 14일  | 스카이랩 회전목마가 기중기와 충돌했다. 부상자 15명도 발생했다.                                                 | 함부르거 돔                     | 독일 함부르크                         |
| 6        | 1944년 8월 13일  | 버지니아 릴 기구에 화재가 발생했다. 부상자 125명도 발생했다.                                                   | 팰리세이드 어뮤즈먼트 파크      | 미국 뉴저지주 클리프사이드파크-포트리 |
| 6        | 2010년 6월 29일  | 에코어드밴처 밸리 우주여행 로켓 발사 놀이 기구의 오작동으로 폭발했다. 부상자 10명도 발생했다.                  | 둥부화차오청                    | 중국 광둥성 선전시 옌톈구             |
| 5        | 1972년 5월 30일  | 배터시 공원 펀페어 참사. 빅 디퍼 롤러코스터가 라인 로프에서 이탈해 추락했다. 부상자 13명도 발생했다.           | 배터시 공원                     | 잉글랜드 런던 배터시                  |
| 5        | 2007년 8월 13일  | 부산 월드카니발 곤돌라 추락사고. 대관람차의 곤돌라가 정비 불량으로 떨어져 추락했다.                            | 영도 월드카니발 행사장          | 대한민국 부산 영도구                  |
| 5        | 2017년 6월 23일  | 쿠줄루크 아쿠아파크 수영장 감전 사고. 수영장 관리 실수로 감전 사고가 발생했다.                                 | 쿠줄루크 아쿠아파크             | 튀르키예 아키아즈                     |
| 4        | 1930년 7월 24일  | 빅 디퍼 롤러코스터의 볼트가 느슨해져 분리되는 사고가 발생했다. 17명이 부상을 입었다.                           | 크루그 파크                     | 미국 네브래스카주 오마하              |
| 4        | 2016년 10월 25일 | 선더 리버 레피드 라이드의 놀이기구 뗏목 중 하나가 거꾸로 뒤집혀 컨베이어 벨트 아래에 끼이는 사고가 발생했다.   | 드림월드                        | 오스트레일리아 퀸즐랜드주 골드코스트  |
| 3        | 1986년 6월 14일  | 마인드벤더 놀이기구의 객차 중 하나가 고장나 떨어져 콘크리트 기둥에 충돌했다.                                   | 갤럭시랜드                      | 캐나다 앨버타주 에드먼턴              |
| 3        | 1978년 7월 26일  | 스카이웨이 곤돌라 케이블이 떨어져 지상과 충돌했다.                                                             | 식스 플래그스 세인트루이스      | 미국 미주리주 유레카                  |

### 다중밀집사고
아래는 100명 이상의 사망자가 발생한 다중밀집사고, 압사 사고 목록이다.
| 사망자수       | 날짜             | 사고 | 위치                               |
| -------------- | ---------------- | --- | ---------------------------------- |
| 6,000          | 1809년 3월 29일  | 폰트 다스 바르카스(Ponte das Barcas) 참사. 제1차 포르투 전투 당시 진격하는 프랑스군을 피해 도망치던 민간인들이 도루강을 건너는 부교를 건너러다 붕괴되었다. | 포르투갈 포르투                    |
| 4,000          | 1941년 6월 5일   | 충칭 대공습 당시 6·5 터널 참사. 공습을 피해 민간인들이 방공호에 너무 한 데 몰려 대부분이 질식으로 사망했다.                                                | 중국 충칭시                        |
| 2,400+         | 2015년 9월 24일  | 2015년 하즈 압사 사고 | 사우디아라비아 메카 미나           |
| 1,426          | 1990년 7월 3일   | 1990년 메카 터널 압사 사고 | 사우디아라비아 메카 미나           |
| 1,389          | 1896년 5월 30일  | 호딘카의 비극 | 러시아 제국 모스크바 호딘카 들판   |
| 953            | 2005년 8월 31일  | 2005년 알아이마흐 다리 참사 | 이라크 바그다드                    |
| 800            | 1954년 2월 3일   | 종교 행사 중 발생한 1954년 프라야그라지 쿰브 멜라 압사 사고                                                                                                | 인도 우타르프라데시주 프라야그라지 |
| 363            | 2006년 1월 12일  | 2006년 하즈 압사 사고 | 사우디아라비아 메카 미나           |
| 357            | 2010년 11월 22일 | 프놈펜 압사 사고 | 캄보디아 프놈펜                    |
| 354            | 1942년 10월 23일 | 폭격으로 시민들이 대피하던 도중 방공호로 이용하던 갈레리아 델레 그라치에 철도 터널에 너무 많은 사람들이 몰려 압사했다.                                     | 이탈리아 제노바                    |
| 328            | 1964년 5월 24일  | 에스타디오 나시오날 참사 | 페루 리마                          |
| 270            | 1994년 5월 23일  | 1994년 하즈 압사 사고 | 사우디아라비아 메카 미나           |
| 258            | 2005년 1월 25일  | 만드헤드 데비 사원 압사 사고 | 인도 마하라슈트라주 와이           |
| 251            | 2004년 2월 1일   | 2004년 하즈 압사 사고 | 사우디아라비아 메카 미나           |
| 245            | 1711년 10월 11일 | 다리 압사 사고 | 프랑스 리옹                        |
| 224            | 2008년 9월 30일  | 2008년 조드푸르 압사 사고 | 인도 라자스탄주                    |
| 183            | 1883년 6월 16일  | 빅토리아홀 참사 | 잉글랜드 선덜랜드                  |
| 173            | 1943년 3월 3일   | 베스널그린역 압사 사고 | 잉글랜드 런던                      |
| 162            | 2008년 8월 3일   | 2008년 나이나 데비 사원 압사 사고 | 인도 히마찰프라데시주 빌라스푸르   |
| 159            | 2022년 10월 29일 | 이태원 참사 | 대한민국 서울                      |
| 135            | 2022년 10월 1일  | 칸주루한 스타디움 사고 | 인도네시아 동자와주 말랑현         |
| 130            | 1994년 11월 23일 | 1994년 고와리 압사 사고 | 인도 마하라슈트라주 나그푸르       |
| 124            | 1956년 1월 1일   | 야히코 신사 사건 | 일본 니가타현 야히코촌             |
| 123            | 2001년 5월 9일   | 아크라 스포츠 스타디움 참사 | 가나 아크라                        |
| 123            | 2024년 7월 2일   | 2024년 하트라스 압사 사고 | 인도 하르타스구                    |
| 118            | 1998년 4월 9일   | 1998년 하즈 압사 사고 | 사우디아라비아 메카 미나           |
| 115            | 1902년 9월 19일  | 실로 침례교회 압사 사고 | 미국 앨라배마주 버밍햄             |
| 115            | 2013년 10월 13일 | 2013년 마디아프라데시 압사 사고 | 인도 마디아프라데시주 라탕가르     |
| 110            | 1823년 2월 11일  | 1823년 카니발 비극 | 몰타 발레타                        |
| 106            | 2011년 1월 14일  | 2011년 사바리말라 사원 압사 사고 | 인도 케랄라주 사바리말라 사원      |
| 105~200명 이상 | 2024년 9월 1~2일 | 2024년 마칼라 감옥 탈옥 사건 | 콩고 민주 공화국 킨샤사 셀렘바오   |
| 105            | 1991년 10월 10일 | 잉쩌 공원 압사 사고 | 중국 산시성 타이위안시             |
| 100            | 2003년 2월 20일  | 스테이션 나이트클럽 화재 사고 | 미국 로드아일랜드주 웨스트워익     |

### 스포츠 사고
아래는 사망자 10명 이상이 발생한 스포츠 관련 사고 목록이다. 이 목록에는 스포츠 경기장을 오가는 스포츠 팀과 관련된 항공 사고, 혹은 기타 교통사고는 포함하지 않는다.
| 사망자수 | 날짜               | 사고 |
| -------- | ------------------ | --- |
| 13,000   | 284년~286년 사이   | 키르쿠스 막시무스 벽 붕괴 사고 (로마, 디오클레티아누스 집권기) |
| 1,112    | 140년              | 키르쿠스 막시무스 상부 붕괴 사고 (로마, 140년) |
| 614      | 1918년 2월 26일    | 해피 밸리 경마장 화재 사고 (홍콩) |
| 328      | 1964년 5월 24일    | 에스타디오 나시오날 참사 (페루 리마) |
| ~200     | 1980년 1월 20일    | 콜롬비아 신셀레호 코랄레하스 투우장의 목재 관람석 붕괴 사고 |
| 135      | 2022년 10월 1일    | 칸주루한 스타디움 사고 (인도네시아 동자와주 말랑현) |
| 127      | 2001년 5월 9일     | 아크라 스포츠 스타디움 참사 (가나 아크라 아크라 스포츠 스타디움) |
| 97       | 1989년 4월 15일    | 힐즈버러 참사 (잉글랜드 셰필드) |
| 93       | 1988년 3월 12일    | 1988년 다샤라트 스타디움 참사 (네팔 카트만두) |
| 84       | 1955년 6월 11일    | 1955년 르망 참사 (프랑스 르망) |
| 83       | 1996년 10월 16일   | 에스타디오 도로테오 과묵 플로레스 참사 (과테말라 과테말라시티) |
| 79       | 2012년 2월 1일     | 포트사이드 경기장 폭력 사태 (이집트 포트사이드) |
| 71       | 1968년 6월 23일    | 푸에르타 도세 참극 (아르헨티나 부에노스아이레스) |
| 66       | 1971년 1월 2일     | 1971년 아이브록스 참사 (스코틀랜드 글래스고) |
| 66       | 1982년 10월 20일   | 루즈니키 참사 (소련 모스크바) |
| 61       | 2013년 1월 1일     | 2013년 우푸에부아니 압사 사고 (코트디부아르 아비장) |
| 56~135   | 2024년 12월 1일    | 2024년 은제레코레 압사 사고 (가나 은제레코레) |
| 56       | 1985년 5월 11일    | 브래드퍼드 축구장 화재 (잉글랜드 브래드퍼드) |
| 43       | 1967년 9월 17일    | 1967년 카이세리 아타튀르크 스타디움 참사 (튀르키예 카이세리) |
| 43       | 2001년 4월 11일    | 엘리스 파크 스타디움 참사 (남아프리카 공화국 요하네스버그) |
| 42       | 1991년 1월 13일    | 오펜하이머 스타디움 참사 (남아프리카 공화국 오크니) |
| 39       | 1985년 5월 29일    | 헤이젤 참사 (벨기에 브뤼셀) |
| 32       | 2014년 10월 3일    | 2014년 파트나 압사 사고 (인도 비하르주 파트나) |
| 33       | 1946년 3월 9일     | 번던 파크 참사 (잉글랜드 볼턴) |
| 28       | 1928년 9월 9일     | 1928년 이탈리아 그랑프리 참사 (이탈리아 몬차 서킷) |
| 26       | 1902년 4월 5일     | 1902년 아이브록스 참사 (스코틀랜드 글래스고) |
| 22–24    | 1982년 11월 15일   | 에스타디오 올림피코 파스쿠알 게레로 축구장에서 데포르티보 칼리 대 아메리카 데 칼리의 경기 중 술에 취한 팬들이 난동을 부려 발생한 압사 사고 (콜롬비아 칼리)                                                                                  |
| 22       | 1900년 11월 29일   | 대학 미식축구 라이벌리 경기인 빅 게임을 유리공장 지붕 위에서 관중들이 보던 도중 지붕이 붕괴되는 사고 (미국 샌프란시스코) |
| 21       | 1981년 2월 18일    | 올림피아코스 FC 대 AEK 아테네 FC 경기 이후 구 카라이스카키스 스타디움의 7번 게이트에서 발생한 압사 사고 (그리스 피레아스) |
| 21       | 2021년 5월 22일    | 중국 간쑤성에서 열린 100 km 울트라마라톤 경기 중 강한 비바람과 한파로 172명의 선수 중 21명이 사망한 황허스린 100 km 크로스컨트리 달리기 사고                                                                                                |
| 19       | 2009년 3월 29일    | 2009년 우푸에부아니 경기장 압사 사고 (코트디부아르 아비장) |
| 18       | 1981년 11월 18일   | 데포르테스 톨리마 대 데포르티보 칼리 간의 경기에서 에스타디오 마누엘 무리요 토로의 경기장 벽이 무너지는 사고 (콜롬비아 이바게) |
| 18       | 1992년 5월 5일     | 쿠프 드 프랑스의 SC 바스티아 대 올랭피크 드 마르세유 준결승 경기 직전 발생한 임시 그랜드 스탠드석 붕괴 사고 (프랑스 코르시카섬 바스티아) |
| 17       | 1979년 8월 13~14일 | 1979년 패스트넷 요트 경기 중 발생한 폭풍 (아일랜드 패스트넷 등대 인근 해역) |
| 16       | 1980년 8월 16일    | 인도 콜카타 에덴가든즈에서 열린 콜카타 더비 도중 발생한 압사 사고. 축구 애호가의 날로 불린다. |
| 15       | 1961년 9월 10일    | 1961년 이탈리아 그랑프리에서 볼프강 폰 트립스의 포뮬러 원 차량이 관중을 향해 날라간 사고 (이탈리아 몬차) |
| 13       | 1957년 5월 12일    | 1957년 밀레 밀리아 도로 경주에서 알폰소 데 포르타고의 차량이 관중을 들이 받아 운전사와 조수인 에드 넬슨, 관중 9명이 사망한 사고.(이탈리아 만토바 구이디촐로) 경기 초반 레조에밀리아도와 피렌체에서 또 다른 2건의 사망 사고도 같이 발생했다. |
| 13       | 1953년 1월 18일    | 1953년 아르헨티나 그랑프리에서 F1 드라이버 에밀리오 주세페 파리나의 차량이 관중을 향해 돌진해 발생한 사고(아르헨티나 부에로스아이레스 후안이오스카르갈베스 자동차경주장)                                                                    |
| 13       | 2008년 9월 14일    | 콩고 축구 협회 연맹 2부 리그인 소코자키 대 누키 시스템의 마토케오 스타디움에서 열린 경기에서 발생한 2008년 콩고 축구 경기 소요 사태 (콩고 민주 공화국 북키부주 부템보)                                                                      |
| 13       | 1952년 8월 31일    | 독일 묀헨글라트바흐 베크베르크의 그렌츨란드링 경기에서 레이싱 차량이 관중을 향해 돌진해 13명이 사망, 42명이 부상을 입은 사고 |
| 12       | 2023년 5월 20일    | 엘살바도르 산살바도르의 에스타디오 쿠스카틀란 경기장에서 발생한 산살바도르 압사 사고 |
| 12       | 1969년 3월 2일     | 옐로리버 드래그스트립에서 드래그스터가 체인으로 엮인 펜스를 뚫고 돌진해 11명이 즉사한 사고. 1명이 추가로 병원에서 사망했다. (미국 조지아주 커빙턴)                                                                                          |
| 12       | 1903년 8월 8일     | 베이커 볼 경기장 관람석 붕괴 사고인 검은 토요일 (미국 필라델피아) |
| 11       | 1911년 9월 16일    | 뉴욕주 박람회장인 엠파이어 엑스포 센터의 자동차 경주 중 자동차가 펜스를 뚫고 돌진해 관중을 친 사고 (미국 뉴욕주 시러큐스 |
| 11       | 2011년 9월 16일    | 항공기 경주에서 항공기 1기가 관중석 VIP 부스에 충돌한 2011년 리노 에어 레이스 추락 사고 (미국 네바다주 네바다주 리노 스테드 공항) |

## 교통 사고

### 항공 사고
아래 목록은 270명 이상 사망한 항공 사고 목록이다.
| 사망자수 | 날짜             | 사고                               | 장소                            |
| -------- | ---------------- | ---------------------------------- | ------------------------------- |
| 583      | 1977년 3월 27일  | 테네리페 공항 참사                 | 스페인 카나리아 제도 테네리페섬 |
| 520      | 1985년 8월 12일  | 일본항공 123편 추락 사고           | 일본 우에노촌                   |
| 349      | 1996년 11월 12일 | 1996년 차르키다드리 공중 충돌 사고 | 인도 하리야나 차르키다드리      |
| 346      | 1974년 3월 3일   | 터키항공 981편 추락 사고           | 프랑스 퐁텐샬리스               |
| 301      | 1980년 8월 19일  | 사우디아 항공 163편 화재 사고      | 사우디아라비아 리야드           |
| 298      | 2014년 7월 17일  | 말레이시아 항공 17편 격추 사건     | 우크라이나 흐라보베             |
| 290      | 1988년 7월 3일   | 이란 항공 655편 격추 사건          | 이란 반다르아바스               |
| 275      | 2003년 2월 19일  | 2003년 이란 일류신 Il-76 추락 사고 | 이란 케르만                     |
| 273      | 1979년 5월 25일  | 아메리칸 항공 191편 추락 사고      | 미국 일리노이주 데스플레인스    |
| 270      | 1988년 12월 21일 | 팬암 항공 103편 폭파 사건          | 영국 스코틀랜드 로커비          |

### 케이블카 사고
아래 목록은 10명 이상이 사망한 케이블카 사고 목록이다. 본 목록에는 엘리베이터 사고는 제외했다.
| 사망자수 | 날짜             | 사고                                      | 위치                     |
| -------- | ---------------- | ----------------------------------------- | ------------------------ |
| 155      | 2000년 11월 11일 | 카프룬 대참사                             | 오스트리아 카프룬        |
| 43       | 1976년 3월 9일   | 1976년 카발레세 케이블카 추락 사고        | 이탈리아 카발레세        |
| 20       | 1998년 2월 3일   | 1998년 카발레세 케이블카 추락 사고        | 이탈리아 카발레세        |
| 20       | 1999년 7월 1일   | 생테티엔데볼뤼 케이블카 추락 사고         | 프랑스 생테티엔데볼뤼    |
| 19       | 1990년 6월 1일   | 트빌리시 케이블카 추락 사고               | 조지아 트빌리시          |
| 14       | 1999년 10월 3일  | 말링강 케이블카 추락 사고                 | 중국 구이저우성 싱이시   |
| 14       | 2021년 5월 23일  | 스트레사알피노모타로네 케이블카 추락 사고 | 이탈리아 모타로네산      |
| 13       | 1972년 7월 12일  | 베트메랄프 케이블카 추락 사고             | 스위스 베트메랄프        |
| 12       | 2017년 6월 29일  | 차라파니 케이블카 추락 사고               | 파키스탄 갈랴트 차라파니 |
| 11       | 1983년 2월 13일  | 캄폴루크 케이블카 추락 사고               | 이탈리아 캄폴루크        |

### 엘리베이터 사고
아래 목록은 10명 이상 사망한 엘리베이터 사고 목록이다.
| 사망자수 | 날짜             | 사고 | 위치                                               |
| -------- | ---------------- | --- | -------------------------------------------------- |
| 104      | 1995년 5월 10일  | 바알리프 광산 참사: 기관차가 안전벽을 뚫고 광산 갱도로 추락해 104명의 노동자를 태우고 있던 엘리베이터와 부딪혀 갱도 바닥으로 추락했다.                                                                                 | 남아프리카 공화국 오크니                           |
| 62       | 1987년 8월 31일  | 세인트헬레나 금광에서 메테인 기체가 폭발해 2개 층으로 구성된 엘리베이터 케이블이 끊어져 1.4 km 아래 광산 갱도 바닥으로 떨어지면서 탑승자 52명 전원이 사망했다. 엘리베이터에 타지 않았던 10명도 폭발에 휩쓸려 사망했다. | 남아프리카 공화국 벨콤                             |
| 31       | 1980년 3월 27일  | 바알리프 광산에서 하강하던 엘리베이터가 광산 갱도에서 갇혔다가 갑자기 떨어지면서 갱도 바닥으로 추락해 탑승한 광부 31명 전원이 사망했다.                                                                                | 남아프리카 공화국 오크니                           |
| 19       | 2012년 9월 13일  | 건설 현장에서 엘리베이터가 100 m 가량 추락하여 탑승자 전원이 사망했다. | 중국 우한시                                        |
| 19       | 1932년 10월 10일 | 비커쇼 탄광에서 20명을 태운 광산 갱도 엘리베이터가 추락해 1명을 제외하고 전원 사망했다. | 잉글랜드 리                                        |
| 18       | 1973년 7월 30일  | 마컴 탄광에서 엘리베이터가 추락했다. | 잉글랜드 체스터필드                                |
| 16       | 1918년 9월 10일  | 프로텍션섬 광산 참사: 광산 갱도를 이동하는 엘리베이터의 케이블이 끊어져 엘리베이터가 광산 바닥으로 추락했다. | 캐나다 브리티시컬럼비아주 너나이모 인근 프로텍션섬 |
| 13       | 2023년 11월 27일 | 임팔라 플랜티넘 광산 엘리베이터 사고로 엘리베이터가 200 m 아래로 추락했다. | 남아프리카 공화국 루스텐버그                       |
| 12       | 2008년 10월 30일 | 건설 현장에서 엘리베이터가 바닥으로 추락했다. | 중국 샤푸현                                        |
| 12       | 1993년 6월 2일   | 건설 현장의 엘리베이터가 지상 20층에서 지상으로 추락했다. | 홍콩 박곡                                          |
| 11       | 2019년 4월 25일  | 건설 현장에서 케이블이 끊어져 엘리베이터가 추락했다. | 중국 헝수이시                                      |
| 11       | 2011년 7월 29일  | 바자노우 탄광에서 광산 갱도 엘리베이터가 추락했다. | 우크라이나 마키이우카                              |
| 10       | 1964년 3월 27일  | 작센 탄광에서 강철 케이블이 광산 갱도 엘리베이터에 부딪혀 튀르키예인 5명을 포함해 10명이 사망했다. | 서독 헤센                                          |
| 10       | 2014년 9월 6일   | 건설 현장에서 엘리베이터가 32층 아래로 추락했다. | 튀르키예 이스탄불                                  |

### 해상 사고
아래 목록은 500명 이상 사망한 해상 사고 목록이다. 본 목록은 전시를 제외한 평시에서의 해상 사고만 기록했다.
| 사망자수   | 날짜                    | 사고 |
| ---------- | ----------------------- | --- |
| 4,385      | 1987년 12월 20일        | MV 도냐파스호. 유조선 MT 벡토르와 필리핀 타블라스해협에서 충돌했다. 당시 밀항자가 수천 명이라 사상자수 추정치가 다양하다. |
| 1,863      | 2002년 9월 26일         | MV 르 줄라호의 세네갈 앞바다 침몰 사고                                                                                    |
| 1,573      | 2011년 9월 10일         | MV 스파이스 아일랜더 I호 침몰 사고(잔지바르해협)                                                                          |
| 1,514      | 1912년 4월 15일         | RMS 타이타닉호의 북대서양 침몰 사고                                                                                       |
| 약 1,500명 | 1822년 2월 6일          | 적성호 침몰 사고(남중국해)                                                                                                |
| 1,500      | 1949년 1월 27일         | 태평륜 침몰 사고 (동중국해)                                                                                               |
| 1,168      | 1865년 4월 27일         | 술타나호 침몰 사고(미시시피강)                                                                                            |
| 1,159      | 1954년 9월 26일         | 도야마루호 침몰 사고(쓰가루 해협)                                                                                         |
| 1,024      | 1914년 5월 29일         | RMS 엠프레스 오브 아일랜드 침몰 사고(세인트로렌스강)                                                                      |
| 1,021      | 1904년 6월 15일         | 제너럴 슬로컴호 침몰 사고(미국 뉴욕주)                                                                                    |
| 1,012      | 2006년 2월 3일          | MS 알살람 보카치오 98호 침몰 사고(홍해)                                                                                   |
| 1,000      | 1912년 9월 22일         | SS 기체마루호 침몰 사고(일본 혼슈 해역)                                                                                   |
| 1,000      | 1916년 4월 22일         | SS 신위호 침몰 사고(중국 저우산시 앞 해역)                                                                                |
| 약 1,000   | 1921년 3월 3일경        | SS 홍모 침몰 사고(남중국해)                                                                                               |
| 900        | 1927년 9월 16일         | 우숭호 침몰 사고(일본 쿠릴 열도 해역)                                                                                     |
| 900        | 1744년 10월 4일경       | HMS 빅토리 침몰 사고 (잉글랜드 플리머스 해역)                                                                             |
| 894        | 1996년 5월 21일         | MV 부코바 (탄자니아 빅토리아호)                                                                                           |
| 852        | 1994년 9월 28일         | MS 에스토니아 (발트해) |
| 464–850    | 1991년 12월 14일        | MV 살렘 익스프레스 (홍해)                                                                                                 |
| 844        | 1915년 7월 24일         | SS 이스트랜드 (시카고 앞 호수)                                                                                            |
| 832        | 2008년 6월 21일         | MV 프린세스오브스타즈 (필리핀 시부얀섬 해역에서 태풍 펑선에 좌초)                                                         |
| 829        | 1760년 2월 15일         | HMS 래밀리스 (잉글랜드 데번주)                                                                                            |
| 826        | 1857년 9월 22일         | 러시아 전열함 레포르트 (핀란드만)                                                                                         |
| 800+       | 1782년 8월 29일         | HMS 로열 조지 (잉글랜드 포츠머스 해역)                                                                                    |
| 746        | 1888년 11월 8일         | SS 버이터르나 (인도 구자라트 사우라슈트라 지역)                                                                           |
| 741        | 1939년 9월 12일         | SS 인디기르카 (일본 사루후쓰촌)                                                                                           |
| 737        | 1902년 5월 6일          | SS 캐머타 (에야워디강 삼각주)                                                                                             |
| 736        | 1914년 11월 26일        | HMS 불워크 (잉글랜드 시어니스)                                                                                            |
| 731        | 1811년 12월 24일        | HMS 세인트 조지 (덴마크 링쾨빙)                                                                                           |
| 702        | 1738년 1월 1일          | 뢰스던호 (수리남 마로베이너구 해역)                                                                                       |
| 673        | 1800년 3월 17일         | HMS 퀸 샬럿 (카브레라섬)                                                                                                  |
| 약 640     | 1878년 9월 3일          | SS 프린세스 앨리스와 SS 바이웰 캐슬 (템스강)                                                                              |
| 644        | 1819년 9월 2일          | 산 텔모 (남극 드레이크 해협)                                                                                              |
| 627        | 1904년 6월 28일         | SS 노르게 (로칼섬) |
| 625        | 1947년 7월 17일         | SS 람다스 (인도 봄바이 해역)                                                                                              |
| 608        | 1955년 10월 29일        | 노보로시스크호 (세바스토폴)                                                                                               |
| 600+       | 1811년 12월 24일        | 1811년 12월 24일 하크섬 단체 침몰 사건                                                                                    |
| 600+       | 1691년 9월 3일          | HMS 커러네이션 (잉글랜드 펜리포인트 서부 해역)                                                                            |
| 600        | 1782년 9월 16일~17일 경 | HMS 글로리어스 (캐나다 뉴펀들랜드)                                                                                        |
| 600        | 1986년 5월 25일         | MV 샤미아 (방글라데시 메그나강)                                                                                           |
| 583        | 1811년 12월 24일        | HMS 디펜스 (덴마크 윌란반도)                                                                                              |
| 580        | 1981년 1월 27일         | 탐포마스 2호 (자와해) |
| 575        | 1920년 1월 9일          | SS 아프리퀴 (비스케이만)                                                                                                  |
| 570        | 1810년 12월 22일        | HMS 미노타우르 (네덜란드 텍셀 해역)                                                                                       |
| 565        | 1898년 7월 4일          | SS 라부고뉴 (캐나다 노바스코샤주 세이블섬)                                                                                |
| 564        | 1891년 3월 17일         | SS 우토피아 (지브롤터만)                                                                                                  |
| 558        | 1916년 3월 5일          | SS 프린시페 데 아스투리아스 (브라질 해역)                                                                                 |
| 550        | 2000년 6월 29일         | 카하야 바하리호 (인도네시아 술라웨시섬 해역)                                                                              |
| 546        | 1873년 4월 1일          | RMS 애틀랜틱 (캐나다 노바스코샤주)                                                                                        |
| 533        | 1890년 9월 18일         | 에르투룰호 (일본 구시모토정)                                                                                              |
| 528        | 2003년 7월 8일          | MV 나스린-1호 (방글라데시 찬드푸르구)                                                                                     |
| 520        | 1749년 4월 14일         | HMS 나무르 (인도 타밀나두주)                                                                                              |
| 500        | 1794년 4월경            | HMS 애르던트 (프랑스 빌프랑슈쉬르메르)                                                                                    |
| 500–1,500  | 1993년 2월 16일         | 페리 넵튠호 침몰 사고 (아이티)                                                                                            |
| 500        | 1896년 1월 29일         | 아틀라스 스타호 (방글라데시 문시간즈 달레스와르강)                                                                        |

### 철도 사고
아래는 사망자 200명 이상이 발생한 철도 사고 목록이다.
| 사망자수   | 날짜             | 사고                                     | 위치                              |
| ---------- | ---------------- | ---------------------------------------- | --------------------------------- |
| 900–1,700+ | 2004년 12월 26일 | 2004년 스리랑카 쓰나미 열차 사고         | 스리랑카                          |
| 600–1,000  | 1917년 1월 13일  | 치우레아 열차 참사                       | 루마니아                          |
| 675–800    | 1917년 12월 12일 | 생미샐드모랭느 탈선 사고                 | 프랑스                            |
| 235–800    | 1981년 6월 6일   | 비하르 열차 탈선 사고                    | 인도 비하르주                     |
| 600–700    | 1944년 1월 24일  | 베레시욥카 열차 참사                     | 소련 베레시욥카                   |
| 600+       | 1915년 1월 22일  | 과달라하라 열차 참사                     | 멕시코                            |
| 575        | 1989년 6월 4일   | 우파 철도 참사                           | 소련 우파                         |
| 521–600+   | 1944년 3월 3일   | 발바노 열차 참사                         | 이탈리아                          |
| 428        | 1985년 1월 13일  | 아와시 열차 참사                         | 에티오피아 아파르주 아와시        |
| 383+       | 2002년 2월 20일  | 엘아야트 열차 참사                       | 이집트                            |
| 370        | 1944년 12월 27일 | 스타라크렘니치카 탈선 사고               | 슬로바키아 스타라크렘니치카       |
| 360        | 1981년 7월 9일   | 1981년 청쿤 철로 열차 추돌 사고          | 중국 쓰촨성 간뤄현                |
| 358        | 1995년 8월 20일  | 피로자바드 열차 추돌 사고                | 인도 우타르프라데시주 피로자바드  |
| 338        | 1997년 4월 29일  | 1997년 징광 철로 룽자완역 열차 추돌 사고 | 중국 후난성 룽자완진              |
| 320        | 2004년 2월 18일  | 니샤푸르 열차 참사                       | 이란                              |
| 307        | 1990년 1월 4일   | 수쿠르 열차 참사                         | 파키스탄 신드주 산기              |
| 300        | 1918년 1월 7일   | 창사 열차 정면 충돌 사고                 | 중국 창사시                       |
| 300~       | 1915년 6월 21일  | 몬테모렐로스 열차 추돌 사고              | 멕시코                            |
| 300        | 1994년 9월 22일  | 톨룬다 열차 참사                         | 앙골라                            |
| 300        | 1957년 9월 29일  | 감바르 열차 추돌 사고                    | 파키스탄 펀자브주 사히왈구        |
| 296        | 2023년 6월 2일   | 오디샤주 열차 충돌 사고                  | 인도 오디샤주 발라소르구 바하나가 |
| 289        | 1995년 10월 28일 | 바쿠 지하철 화재                         | 아제르바이잔 바쿠                 |
| 285        | 1999년 8월 2일   | 가이살 열차 충돌 사고                    | 인도 서벵골주 가이살              |
| 281        | 2002년 6월 24일  | 이간두 열차 충돌 사고                    | 탄자니아                          |
| 278        | 1939년 12월 22일 | 겐틴 열차 참사                           | 독일 겐틴                         |
| 248        | 1926년 3월 14일  | 엘비리야 열차 사고                       | 코스타리카                        |
| 230        | 1933년 12월 23일 | 라니-폼퐁 철도 사고                      | 프랑스                            |
| 226        | 1915년 5월 22일  | 퀸틴실 열차 참사                         | 스코틀랜드                        |
| 212        | 1998년 11월 26일 | 칸나 열차 충돌 사고                      | 인도 펀자브주 칸나                |
| 208        | 1972년 10월 4일  | 살티요 열차 충돌 사고                    | 멕시코                            |
| 207        | 1948년 7월 28일  | BASP 조차 폭발 사고                      | 독일 루트비히스하펜               |
| 160–200    | 1982년 3월 17일  | 1982년 동나이성 열차 전복 사고           | 베트남 동나이성                   |

### 도로 교통 사고
아래 목록은 사망자 90명 이상이 발생한 차량의 교통 사고 목록이다. 이 목록은 모터스포츠에서 발생한 사고를 포함하지 않는다.
| 사망자수  | 날짜             | 사고                                 | 위치                               |
| --------- | ---------------- | ------------------------------------ | ---------------------------------- |
| 230       | 2010년 7월 2일   | 2010년 남키부주 탱크로리 폭발 사고   | 콩고 민주 공화국 남키부주 상게     |
| 219       | 2017년 6월 25일  | 2017년 바하왈푸르 폭발 사고          | 파키스탄 바하왈푸르                |
| 217       | 1978년 7월 11일  | 로스알파케스 참사                    | 스페인 타라고나                    |
| 207       | 1991년 2월 15일  | 텅맙라오 트럭 폭발 사고              | 태국 팡응아 텅맙라오               |
| 206       | 2015년 9월 17일  | 2015년 주바 탱크로리 폭발 사고       | 남수단 주바                        |
| 168–3,000 | 1982년 11월 3일  | 1982년 살랑 터널 화재                | 아프가니스탄 힌두쿠시산맥 살랑고개 |
| 154       | 2021년 11월 5일  | 프리타운 유조차 폭발 사고            | 시에라리온 프리타운                |
| 125       | 1965년 12월 6일  | 소투바 트럭 추돌 사고                | 토고 소투바                        |
| 121       | 2012년 7월 12일  | 오코비에 유조차 폭발 사고            | 나이지랑 오코비에                  |
| 115       | 2016년 11월 17일 | 카피리드잔즈 유조차 폭발 사고        | 모잠비크 카피리드잔즈              |
| 113       | 2009년 1월 31일  | 몰로 유조차 화재 사고                | 케냐 몰로                          |
| 110       | 1995년 3월 12일  | 타밀나두 트럭 추돌 사고              | 인도 타밀나두주 스리페룸부두르     |
| 104       | 1968년 8월 18일  | 히다가와 버스 전복 사고              | 일본 기후현 게로시                 |
| 100–200   | 2000년 11월 5일  | 이바단 유조차 폭발 사고              | 나이지리아 라고스 이바단           |
| 100+      | 2019년 8월 10일  | 모로고로 유조차 폭발 사고            | 탄자니아 모로고로                  |
| 98        | 2007년 3월 28일  | 카가르코 트럭 폭발 사고              | 나이지리아 카두나 카가르코         |
| 96        | 1992년 7월 12일  | 마차코스 버스 추락 사고              | 케냐 마차코스                      |
| 94        | 1999년 6월 8일   | 1999년 카르나타카주 버스 추락 사고   | 인도 카르나타카주                  |
| 90        | 1976년 11월 15일 | 마페텡 버스 추락 사고                | 레소토 마페텡                      |
| 90        | 1980년 6월 29일  | 1980년 카슈미르 버스 추락 사고       | 인도 카슈미르                      |
| 90        | 2004년 6월 24일  | 2004년 노스라타바드 유조차 폭발 사고 | 이란 자헤단                        |
| 90+       | 2021년 12월 14일 | 카프아이시앵 유조차 폭발 사고        | 아이티 카프아이시앵                |
| 81–115    | 1967년 1월 6일   | 1967년 카비테주 버스 추락 사고       | 필리핀 카비테주                    |

### 우주 사고
| 사망자수 | 날짜             | 사고 |
| -------- | ---------------- | --- |
| 54–300   | 1960년 10월 24일 | 소련 카자흐 SSR 바이코누르 우주 기지의 네델린 참사 - 발사 전 지상에서 폭발                                                              |
| 53       | 1965년 8월 9일   | 미국 아칸소주 서시의 미사일 사일로 화재 사고 - 발사 전 지상에서 폭발                                                                    |
| 48       | 1980년 3월 18일  | 소련 미르니 플레세츠크 우주 기지 플레세츠크 발사장 참사 - 발사 전 지상에서 폭발                                                         |
| 21       | 2003년 8월 22일  | 브라질 아우칸타라의 VLS-1 V03 폭발 사고 - 발사 전 지상에서 폭발                                                                         |
| 7        | 1986년 1월 28일  | 미국 플로리다주 상공의 챌린저 우주왕복선 폭발 사고                                                                                      |
| 7        | 2003년 2월 1일   | 미국 텍사스주와 루이지애나주 상공의 컬럼비아 우주왕복선 공중분해 사고                                                                   |
| 6+       | 1996년 2월 15일  | 중국 쓰촨성 시창 위성발사센터의 인텔셋 708 폭발 사고 - 발사체가 발사 직후 경로를 이탈해 인근 마을로 추락하여 공식적으로 최소 6명이 사망 |
| 3        | 1967년 1월 27일  | 미국 플로리다주 케이프커내버럴 케이프커내버럴 우주군 기지의 아폴로 1호 화재 사고 - 지상에서 실험 중 화재 사고                           |
| 3        | 1971년 6월 30일  | 소유스 11호 사고 - 2024년 현재까지 우주 공간에서 사망자가 발생한 유일한 사고                                                            |
| 1        | 1967년 4월 24일  | 소련 오렌부르크 동남쪽에서의 소유스 1호 사고                                                                                            |
| 1        | 1967년 11월 15일 | 미국 캘리포니아주 에드워즈 공군기지의 X-15 플라이트 3-65-97 사고                                                                        |
| 1        | 2014년 10월 31일 | 미국 캘리포니아주 모하비 사막의 아궤도 우주비행체 VSS 엔터엔터프라이즈 추락 사고                                                        |

## 기타 사고

### 스모그
사망자가 150명 이상 발생한 스모그만 기록했다.
| 사망자수 | 날짜                | 사고                                                                                          |
| -------- | ------------------- | --------------------------------------------------------------------------------------------- |
| 12,000   | 1952년 12월 5~9일   | 영국 런던의 그레이트 스모그. 나중에 폐병으로 인한 사망자가 1만명에서 12,000명으로 기록되었다. |
| 2,200    | 1880년              | 석탄 스모그 (런던, 1880년).                                                                   |
| 1,000    | 1956년 12월         | 1956년 런던 스모그                                                                            |
| 780      | 1873년 12월         | 1873년 런던 스모그                                                                            |
| 779      | 1892년 12월         | 1892년 런던 스모그                                                                            |
| 700–800  | 1948년 12월         | 1948년 런던 스모그                                                                            |
| 300–405  | 1963년 1~2월        | 1963년 뉴욕 스모그                                                                            |
| 300–400  | 1962년 12월         | 1962년 런던 스모그                                                                            |
| 220–240  | 1953년 11월         | 1953년 뉴욕 스모그                                                                            |
| 168      | 1966년 11월 23~25일 | 1966년 뉴욕 스모그                                                                            |
| 160      | 1991년 12월 12~15일 | 스모그 (런던, 1991년 12월 12~15일)                                                            |

## 같이 보기
- 사망자수 순 목록
- 사망자수 순 자연재해 목록